# Ludwig Wunderlich

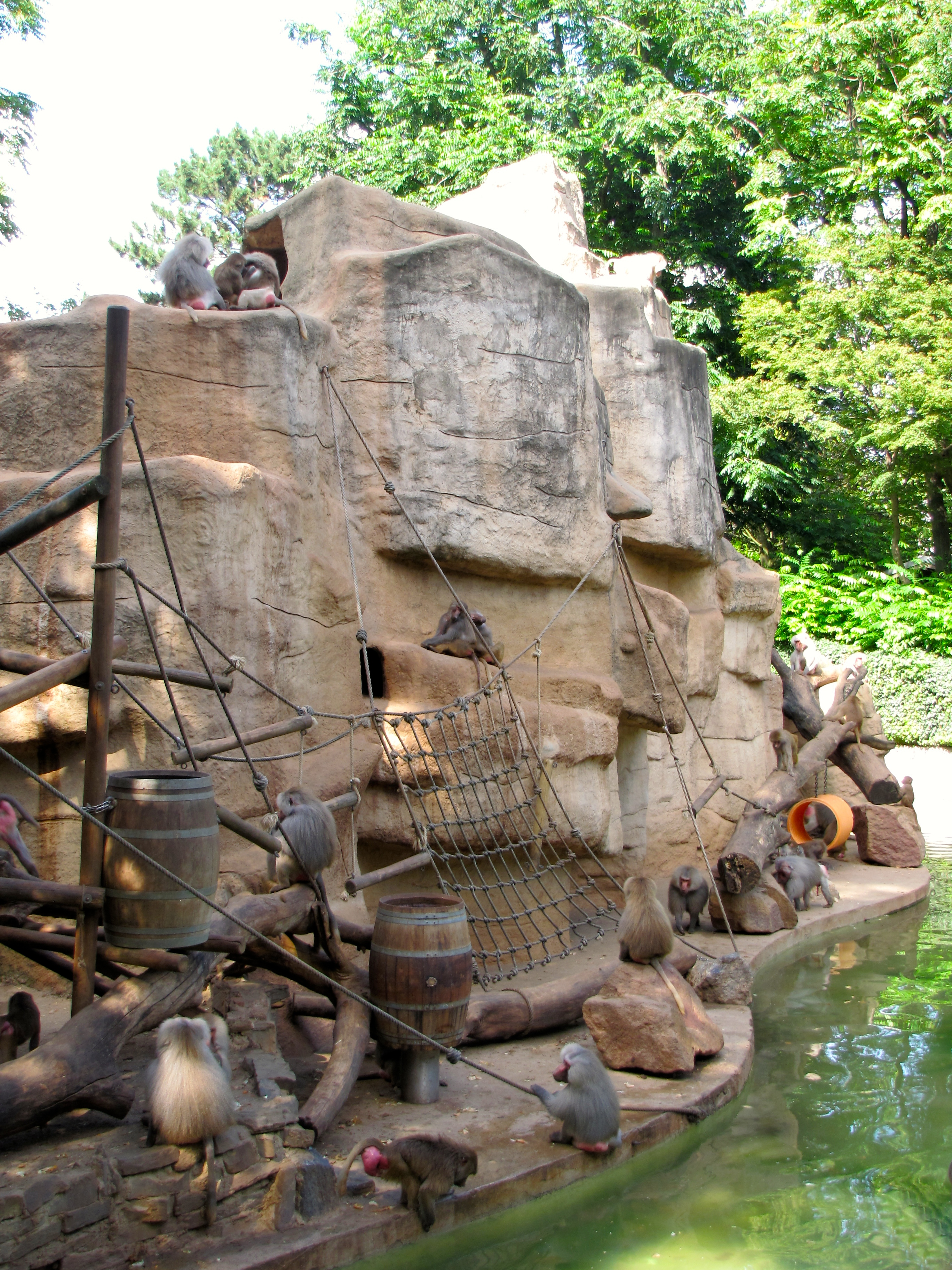
Die Affeninsel von 1914, der letzte erhaltene Teil der Felsberganlage, entstand unter Ludwig Wunderlich (2014)

Ludwig Wunderlich (* 15. Februar 1859 in Weende; † 1. November 1933 in Köln) war ein deutscher Zoologe und Zoodirektor in Köln. 

## Leben und Wirken
Ludwig Wunderlich verbrachte seine Jugend in Weißenthurm und besuchte das Gymnasium in Neuwied. Er studierte ab 1879 Naturwissenschaften in Gießen, Berlin und Leipzig. In Leipzig war Wunderlich Assistent im Zoologischen Garten, ebenso wie 1880 bei Nicolas Funck im Zoologischen Garten in Köln sowie fast drei Jahre bei Heinrich Bodinus im Zoologischen Garten Berlin. 1883 promovierte Wunderlich bei Rudolf Leuckart in Leipzig. In der Folge war er zunächst weiterhin im Berliner Zoo und an der Tierärztlichen Hochschule in Berlin tätig. Seit 1885 war Wunderlich Direktor des Zoologischen Gartens in Frankfurt am Main. Am 19. Mai 1888 wurde er durch den Aufsichtsrat des Kölner Zoos als vierter Direktor in die Domstadt berufen. Wunderlich trat damit die Nachfolge seines Freundes Ludwig Heck an.
Unter Wunderlich erfolgten umfassende Neugestaltungen und Umbauten, wie ein neues Schweinehaus (u. a. für Pinselohrschweine) und ein Haus für Hundeartige am damaligen Bärenzwinger (u. a. für Timberwölfe). Das alte Elefantenhaus wurde unter Wunderlich umgenutzt und beheimatete ab 1890 Flusspferde. 1903 wurde die Sanierung des alten Affenhauses abgeschlossen. 
1899 wurde das Vogelhaus (heute Arnulf-und-Elizabeth-Reichert-Haus) eröffnet, welches neben exotischen Vögeln wie dem Großen Paradiesvogel ab 1903 auch Reptilien, Amphibien und Fischen Unterkunft bot. Unweit des Seelöwenfelsens entstand 1905 ein Insektenhaus. Auf der Wiese neben diesem wurden ab 1906 Völkerschauen abgehalten, darunter mit Samoanern und Beduinen. 1913 erwarb der Kölner Zoo den Alten Stammheimer Weg und das angrenzende Gelände nördlich des Zoos, wodurch sich die Gesamtfläche des Zoologischen Gartens auf 11,2 Hektar vergrößerte. Inspiriert durch Hagenbecks Tierpark in Hamburg, bei dessen Eröffnung Wunderlich zu Gast gewesen war, erfolgte eine Gestaltung des neu erworbenen Geländes unter Gartenbauarchitekt Ernst Finken im Stil einer Garten- und Parkanlage. Kernstück der neuen Zooerweiterung war die Felsberganlage, die die Affeninsel (für Mantelpaviane), den Adlerberg und die Eisbärenklippen umfasste, sowie ein neues Kamel- und Lamahaus. Bis heute hat sich von der Felsberganlage nur die Affeninsel von 1914 erhalten. Die nachfolgenden Wirtschaftskrisen während und kurz nach dem Ersten Weltkrieg überstand der Kölner Zoo vor allem dadurch, dass es sich bei dem Zoogelände um Eigentum handelte. Des Weiteren unterstützte die Stadt Köln die Aktiengesellschaft des Zoologischen Gartens finanziell.
Aufgrund einer Herzerkrankung und zunehmender Schwerhörigkeit, sah sich Wunderlich gezwungen, sein Amt als Zoodirektor am 15. Januar 1929 und als Mitglied des Aufsichtsrats im November 1931 niederzulegen. Die Nachfolge als Zoodirektor trat Friedrich Hauchecorne an. 
Ludwig Wunderlich starb nach schwerer Krankheit im Alter von 74 Jahren in Köln.

## Publikationen
- Ludwig Wunderlich: Beiträge zur vergleichenden Anatomie und Entwickelungsgeschichte des unteren Kehlkopfes der Vögel, In: Nova acta Academiae Caesareae Leopoldino-Carolinae Germanicae Naturae Curiosorum, Band 48, Nummer 1 (zugl. Leipzig, Univ., Diss., 1883), Wilhelm Engelmann, Leipzig, 1884.